# Pensée réticulaire
Issue de la pensée systémique, la méthode de la pensée réticulaire en reprend les principes de base :
- connaissance approfondie d'un problème plutôt que résolution immédiate et superficielle.
- détermination précise des facteurs d'influence.
- analyse des interactions et des niveaux logiques.
- élaboration d'une solution qui prend en compte les facteurs multiples et qui dépasse les simples éléments symptomatiques.

## Sources académiques
Cette méthode a pu se développer, dans les années 1980 jusqu'à aujourd'hui, avec les travaux effectués par quelques-uns des experts suivants :
- Prof. Frederic Vester (voir article Wikipedia en allemand), spécialisé dans la biocybernétique et les mécanismes d'apprentissage, voir ses ouvrages Denken, Lernen, Vergessen[1] et Die Kunst vernetzt zu denken [2].
- Prof. Hans Ulrich, Prof. Gilbert J.B. Probst, Prof. Peter Gomez, spécialistes reconnus en économie de l'Université de Saint-Gall - Suisse, voir l'ouvrage Pensée globale et Management[3].
- Prof. Eric Décosterd et Prof. Yves-Pierre Ducret, chercheurs dans les domaines de l'information et de la gestion des risques.
- Prof. Christa Muth[4], chercheur en psychosociologie et spécialiste du « team building », voir la méthode Leonardo 3.4.5.

## Applications
Utilisée pour résoudre les problèmes complexes rencontrés dans l'entreprise, la pensée réticulaire s'appuie sur plusieurs phases de résolution :
1. Délimiter la problématique et faire intervenir différentes forces : économique, politique, environnementale, psychosociologique, morale, éthique, technologique, ... soit environ une dizaine de forces.
2. Élaborer un réseau qui montre clairement les relations et les effets entre les composants dans une perspective chronologique.
3. Calculer l'intensité d'un effet pour saisir la dynamique et mettre en évidence des variables de veille.
4. Analyser et anticiper les comportements du système. Simuler les possibilités.
5. Déterminer et mettre au point des stratégies pour influer sur le système.

La pensée réticulaire a été utilisée dans différents domaines :
- économie et finance ;
- environnement et développement durable ;
- sécurité ;
- programme politique ;
- gestion hospitalière ;
- prévention de la criminalité ;
- dynamique de groupes et management de l'entreprise.

La pensée réticulaire permet de dépasser les fautes de raisonnement que l'on rencontre habituellement dans l'approche des situations complexes et critiques qui se produisent au sein d'une organisation / entreprise :
1. les problèmes se rapportent à des éléments objectifs qu'il suffit d'énoncer ;
2. chaque problème puise sa source dans une cause unique ;
3. il suffit de faire une photographie de la situation existante ;
4. tout comportement est prévisible sur la base des expériences déjà effectuées et recensées ;
5. le coût du mode de résolution est déterminant ;
6. on trouve toujours une solution pratique ;
7. une fois résolu, le problème est classé !

Peter Drucker l'a bien relevé : « La solution plausible par excellence se révèle souvent fausse ! » La pensée réticulaire tente de corriger ce modèle de croyance.